# Boa Esperança (Minas Gerais)
Boa Esperança es un municipio brasilero del estado de Minas Gerais. Se localiza a una latitud 21° 5′ 24″ sur es a una longitud 45º33'57" oeste, estando a una altitud de 775 metros. Su población estimada en 2009 era 39.254 habitantes.
Es en este municipio que se encuentra la Sierra de la Buena Esperanza, la cual se tornó célebre a través de la canción, compuesta por Lamartine Babo e interpretada por grandes cantores. Por su territorio pasa el río Grande, importante para el desarrollo de la región.

## Historia
Boa Esperança como en la mayoría de las ciudades coloniales nació y creció bajo los auspícios de la religión católica. No hubo ningún factor de orden económico, militar o político, en a su primitiva formación.
Fue en torno de la humilde capilla que la población fue creciendo bajo el nombre de "Dores do Pântano". El 19 de junio de 1813, la localidad fue elevada a parroquia y distrito. Sin grandes factores de progreso, este se fue creciendo paulatinamente como parroquia, ya con el nombre de Dores de Boa Esperança, y se transformó en villa y municipio, de acuerdo con el artículo 1.º de la Ley Provincial n.º 1 303, del 3 de noviembre de 1869; transformada en ciudad con sede en tres Pontas.
Por la ley provincial n.º 774, del 29 de mayo de 1856, y ley estatal n.º 2, del 14 de septiembre de 1891, es creado el distrito de São Francisco de Rio Grande y anexado al municipio de Dores de la Boa Esperança. Por la ley provincial n.º 2174, del 15 de noviembre de 1875, es creado el distrito de Congonhas de la Buena Esperanza.
Por el decreto estatal n.º 148, del 17 de diciembre de 1938, el municipio de Dores de la Boa esperança pasó a denominarse simplemente Boa Esperança. Por el referido decreto el distrito de Itaci deja de pertenecer el municipio de Boa Esperança para ser anexado al municipio de Carmo del
Río Claro.

## Geografía
- Altitud máxima: 1392 m (Sierra de la Buena Esperanza)
- Altitud Media: 775 m (Orilla del Lago)
- Temperatura Media Anual: 27 °C
- Precipitación Media Anual: 1500 mm
- Comunidades Rurales:Águas Verdes, Sapezinho, Rancharia, Barro Preto, Lagoinha, Río del Oro, Felícias, Bosque del Paiol,

### Relieve
Composición topográfica:
- Ondulado
- Montañoso

### Recursos Hídricos
- Río Grande, de la cuenca del río Paraná y de algunos de sus afluentes fueron inundados por el reservorio de Furnas, que circunda el municipio.

Ríos y arroyos
- Arroyo São Pedro
- Arroyo de las Tres Pontas
- Arroyo Marimbondo
- Arroyo de la Maricota
- Represa de Furnas - 1.ª Central Hidroeléctrica de Furnas Centrales Elétricas, en la cuenca del río Grande.

## Economía
Considerada un núcleo urbano de bastante importancia en la región. Tradicionalmente, agro-pastoril y centro productor de café.